# مارغريت أرمين
مارغريت أرمين (بالإنجليزية: Margaret Armen)‏ (9 سبتمبر 1921، واشنطن العاصمة في الولايات المتحدة - 10 نوفمبر 2003، لوس أنجلوس في الولايات المتحدة)؛ كاتبة سيناريو وروائية أمريكية.

## روابط خارجية
- مارغريت أرمين على موقع IMDb (الإنجليزية)
- مارغريت أرمين على موقع روتن توميتوز (الإنجليزية)